# Upał

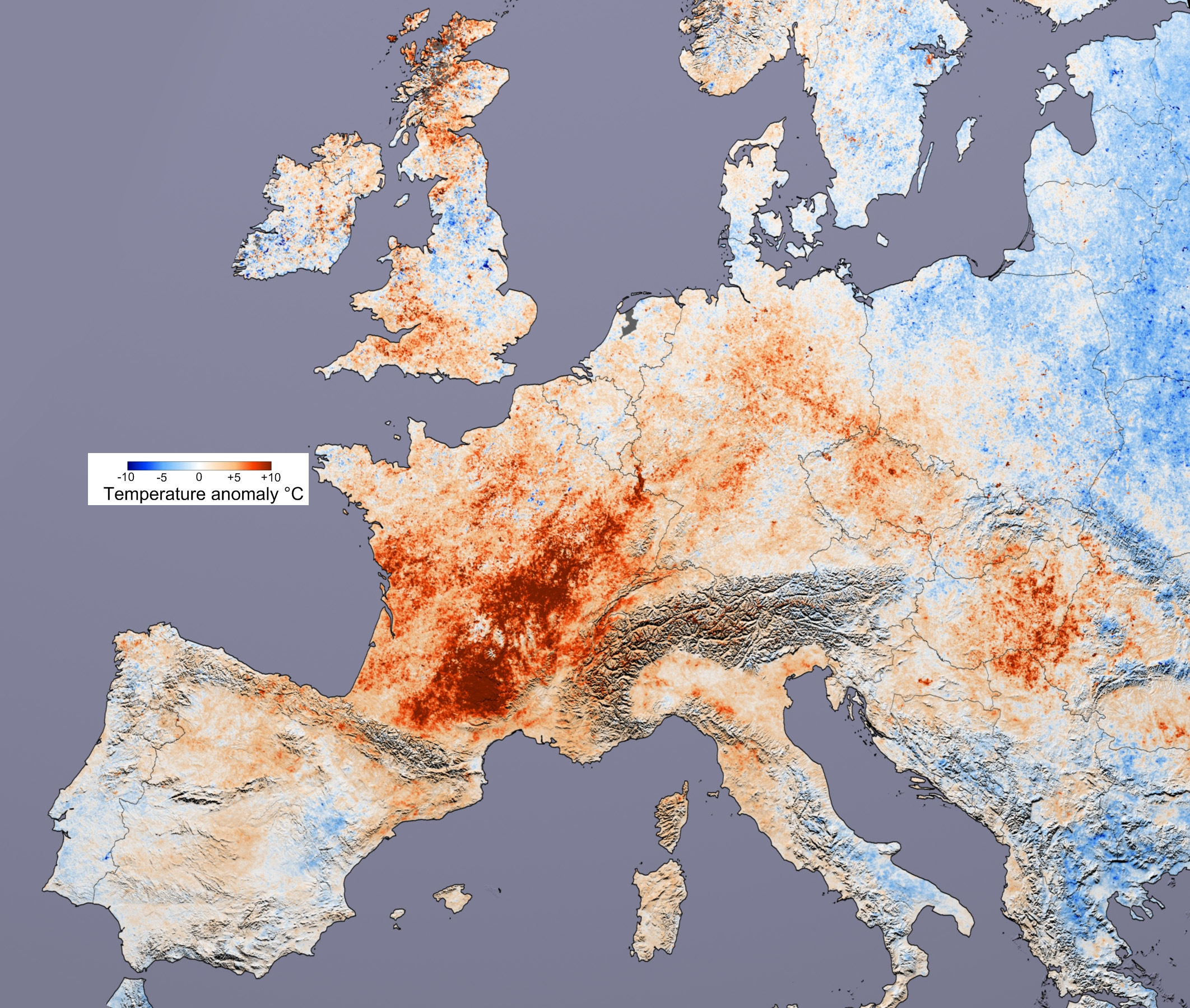
Różnice od średniej temperatury w Europie podczas fali upałów w 2003

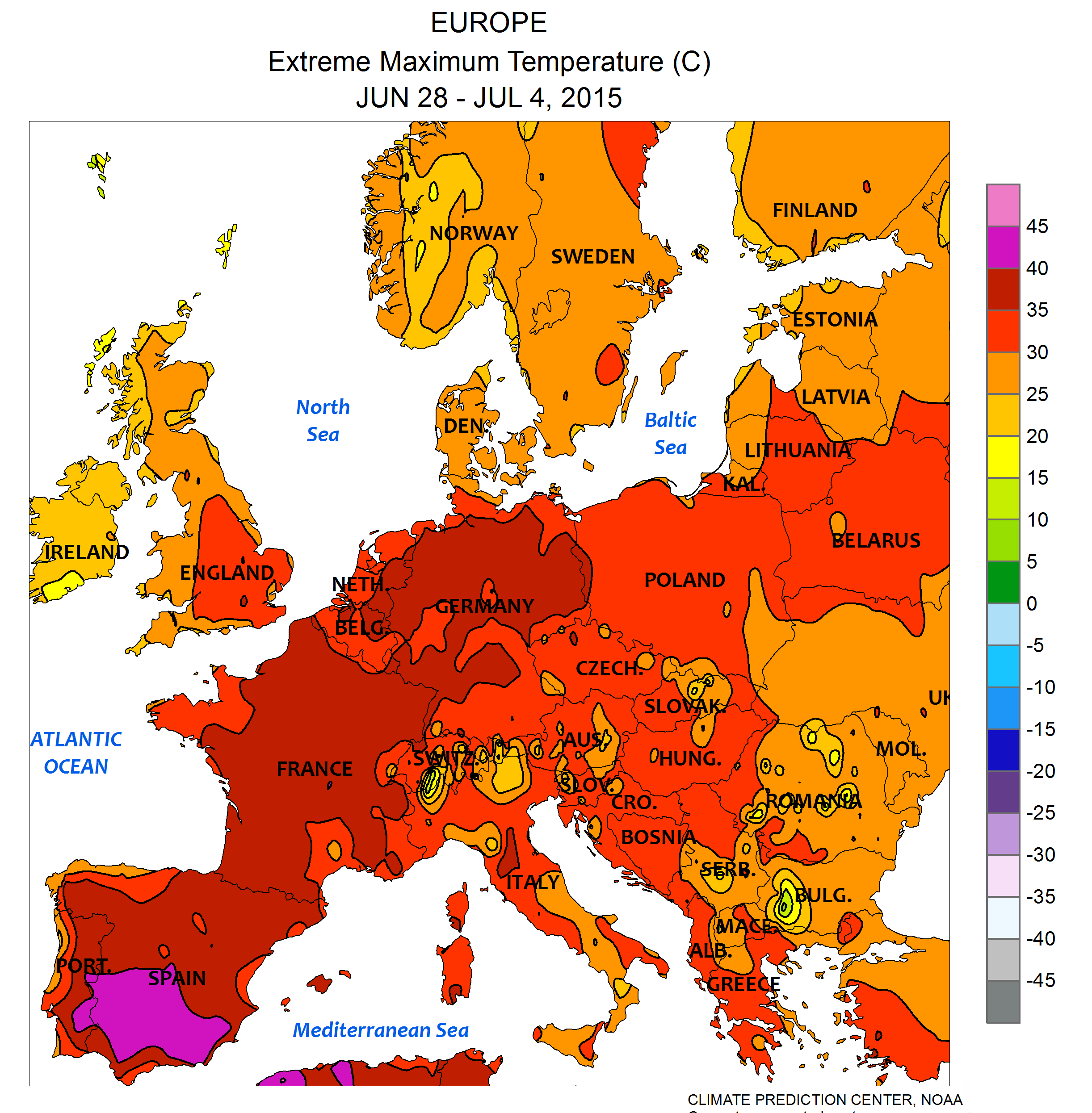
Maksymalne temperatury w Europie w dniach od 28 czerwca do 4 lipca 2015

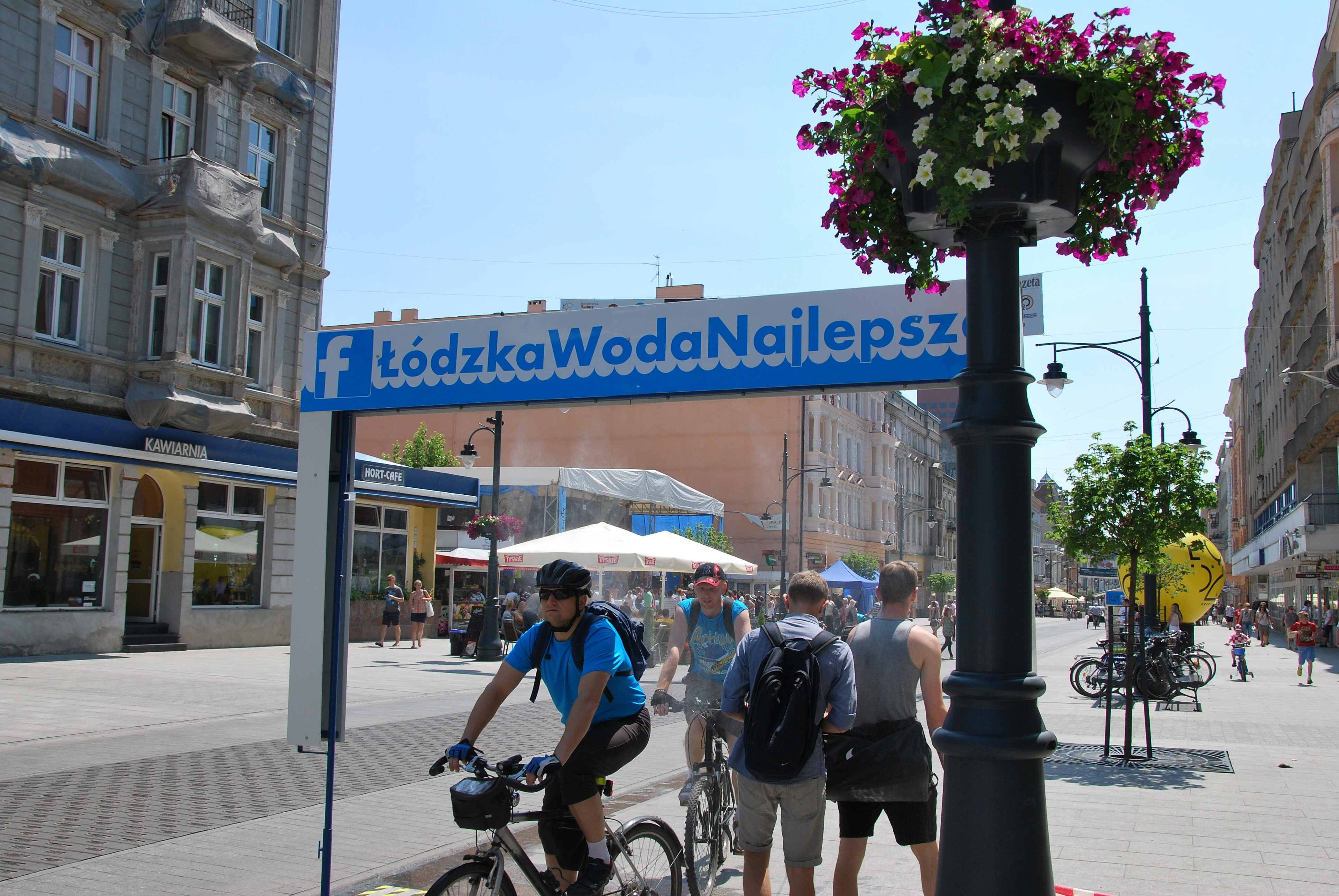
Dla ochłody przechodniów i ochrony przed upałem stosuje się czasem kurtyny wodne; kurtyna wodna na ulicy Piotrkowskiej w Łodzi, czerwiec 2015

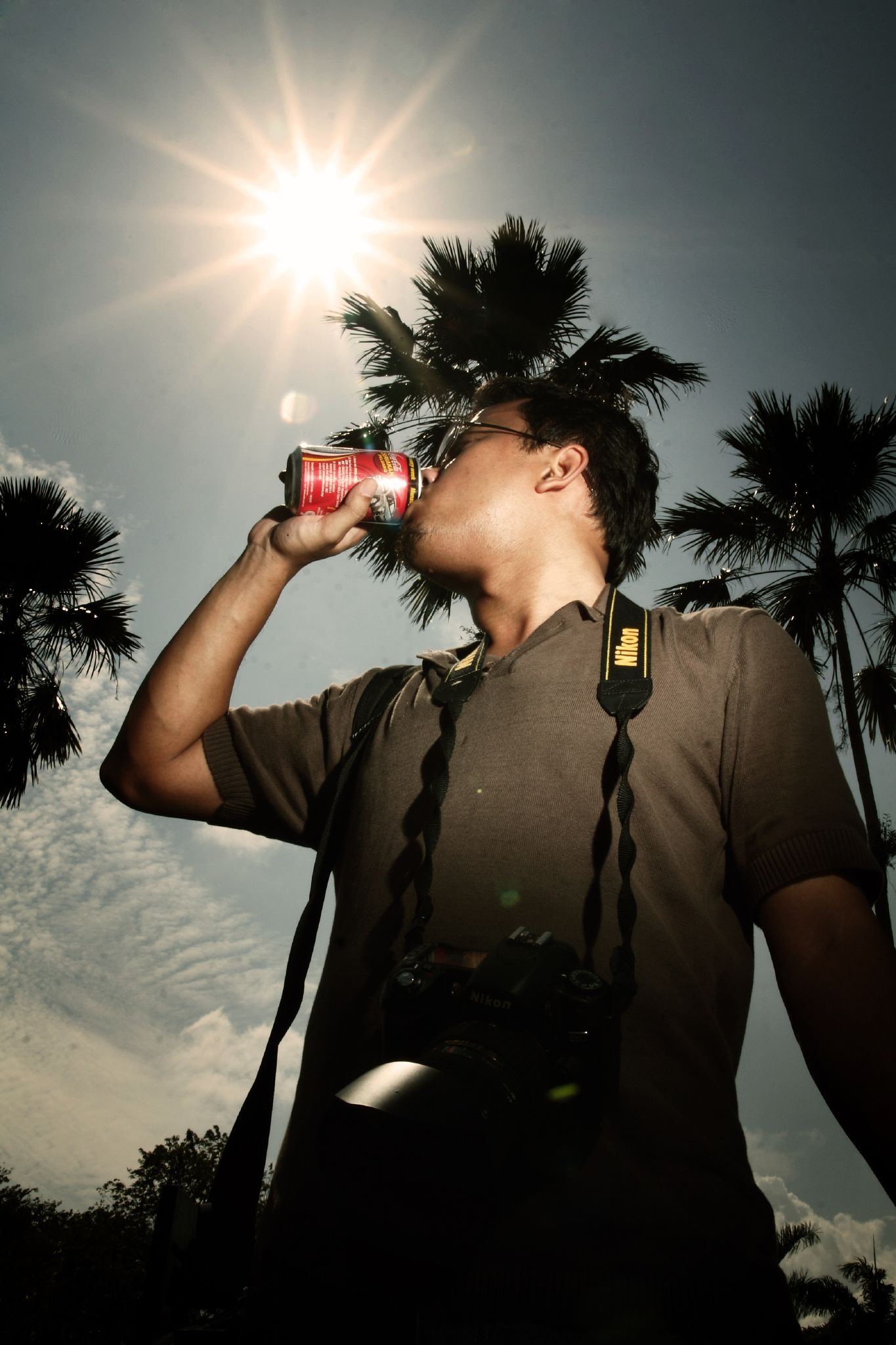
Wysokie temperatury powodują wzmożone pocenie się organizmu i wzrost pragnienia związany z potrzebą uzupełnienia płynów ustrojowych

Upał – pojęcie meteorologiczne opisujące stan pogody, gdy temperatura powietrza przy ziemi przekracza +30 °C. W języku potocznym używane są również pojęcia „skwar”, „spiekota” i „gorąc”. W ciągu dnia najwyższe temperatury notuje się zwykle między godziną 15 a 18, a największe promieniowanie ultrafioletowe występuje w godzinach od 12 do 13.
W każdym kraju pojęcie upał odnosi się do innych wartości temperatur, np. hiszpańska służba meteorologiczna Agencia Estatal de Meteorología definiuje upał jako okres co najmniej 3 dni z temperaturą przekraczająca 32,3 stopni. W Stanach Zjednoczonych przyjęło się nazywać „upałem” okres, kiedy przez minimum trzy dni temperatura przekracza 90 °F (32,2 °C).
Według Netherlands Royal Meteorological Institute upał definiuje się jako okres co najmniej 5 dni z temperaturą 25 stopni, w tym 3 z temperaturą 30 stopni. Często, ale nie zawsze wiąże się to z dusznością i parnością, który charakteryzuje się wysoką temperaturą, dużą wilgotnością oraz bezwietrznością, typową dla takiego stanu.
Światowy rekord temperatury to +56,7 °C w cieniu, odnotowany w Dolinie Śmierci (Kalifornia, USA) dnia 10 lipca 1913.
Polski rekord temperatury to +40,2 °C w cieniu, zanotowany 29 lipca 1921 w Prószkowie koło Opola.
Fale upałów stają się coraz częstsze i intensywniejsze w ostatnich latach, z powodu globalnego ocieplenia klimatu. Podobnie jak w przypadku fali mrozów, fale upałów stanowią zagrożenie dla zdrowia, zwłaszcza dla dzieci i osób w podeszłym wieku, oraz osób cierpiących na przewlekłe schorzenia. Wysokie temperatury niszczą nawierzchnie dróg, tory kolejowe oraz linie energetyczne.
Największe w ostatnich latach fale upałów w Europie miały miejsce w 2003, 2006 i 2015.

## Upał a polskie prawo pracy
W czasie upałów (dla pracowników pracujących w terenie otwartym, gdy temperatura osiągnie +25 °C, a dla pracowników biurowych, gdy termometr pokaże +28 °C) pracodawca jest zobowiązany zapewnić wodę do picia (niezależnie od tego, czy są to pracownicy etatowi, czy pracujący na umowę o dzieło lub zlecenie).
Pracodawca nie musi, ale może też skrócić czas pracy lub robić częstsze lub dłuższe przerwy w pracy; w zależności od potrzeb i stanu psychofizycznego pracowników – nie może jednak z tego powodu obniżyć ich wynagrodzenia.
Polskie prawo pracy stanowi także, że jeśli w miejscu pracy występuje zbyt wysoka temperatura, i stan psychofizyczny pracownika nie pozwala na dalsze wykonywanie obowiązków, to pracownik bez żadnych konsekwencji finansowych może przerwać pracę.